# Brzdąc (film 1919)
Brzdąc (ang. The Brat) – amerykański film z 1919 roku w reżyserii Herberta Blaché.

## Obsada
- Alla Nazimova
- Charles Bryant
- Amy Veness
- Frank Currier